# Pietro Tacchini
Pietro Tacchini (Módena, 21 de março de 1838 — Módena, 25 de março de 1905) foi um astrônomo italiano.
Em 1859 Tacchini foi diretor do observatório de Módena. Desde 1863, no observatório de Palermo, interesso-se principalmente em observar o sol, sendo depois diretor do observatório da Pontifícia Universidade Gregoriana, em Roma.
Juntamente com Angelo Secchi fundou a Sociedade Espectroscópica Italiana, em cujas edições passou a publicar desde então os resultados de suas observações. Em 1874 observou o trânsito de Vênus, na Índia.
Recebeu em 1888 a Medalha Rumford. Uma cratera lunar e o asteroide 8006 Tacchini foram batizados em sua homenagem.